# Antonello Aglioti
Antonello Aglioti (Gerace, 1º gennaio 1943 – Roma, 9 gennaio 2013) è stato uno sceneggiatore, regista teatrale e televisivo e attore italiano.

## Biografia
Dopo una lunga esperienza come pittore (con mostre a New York, Parigi, Milano, Montecarlo, Roma, ecc., nelle gallerie del famoso mercante d'arte Alexander Iolas), Aglioti debutta in teatro come scenografo e co-regista di Memè Perlini in Otello per la Biennale di Venezia del 1974.
Seguono Locus Solus, che rappresenta l'Italia al Festival d'Automne di Parigi e La partenza dell'Argonauta per il Maggio Musicale Fiorentino.
Nel 1978 apre a Roma il Teatro la Piramide, il quale, oltre ad essere sede di una serie di eventi come Eliogabalo, La cavalcata sul lago di Costanza, Il risveglio di primavera, sempre firmati Perlini-Aglioti, è centro di lancio di registi e attori italiani e stranieri, tra cui Mario Martone, Toni Servillo, Bob Wilson, Richard Foreman, Philip Glass, Federico Tiezzi, Peter Brook, Castellitto, Fantastichini.
Il film Grand Hôtel des Palmes, di cui è anche protagonista, prodotto dalla Rai, viene presentato al Festival di Cannes nel 1978.
Nel 1984 Aglioti si impegna come direttore artistico del teatro "Il fabbricone di Prato". Realizza poi, sempre con Perlini, Il mercante di Venezia con Paolo Stoppa come protagonista.
Nel 1988 debutta nella regia con Barry Lyndon, scritto con la collaborazione di Germano Lombardi, che rappresenta l'Italia ai più prestigiosi festival di teatro d'Europa. Seguono le opere liriche Il tabarro di Giacomo Puccini e Satiricon di Bruno Maderna per il Festival di Spoleto, Il giardino dei ciliegi di Anton Čechov, prima in teatro e poi per il cinema, interpretato da Susan Strasberg, Marisa Berenson, Lino Capolicchio e Barbara De Rossi, il film viene presentato ai festival di San Sebastian, New York, Nuova Delhi, Shanghai (premio speciale della giuria) e a Casablanca, dove vince come migliore in concorso. Rai 1 e Rai 2 lo mandano in onda ripetute volte.
Nel 1994 rappresenta a Roma, al teatro Eliseo, Cyrano de Bergerac, realizzato con i detenuti del carcere di Orvieto. Lo spettacolo gira per i più importanti teatri italiani e diventa poi un documentario (Cirano e i suoi fratelli) prodotto da Rai 3, che viene presentato alla Biennale Cinema di Venezia nella sezione "Finestra sulle immagini" e che viene premiato con una targa d'argento.
Nel 1998 dirige Marisa Berenson, Anna Kanakis, Corinne Cléry, Franco Oppini, Heather Parisi, Carmen Russo e Giuliana Calandra in Donna di Piacere di Barbara Alberti al Teatro Smeraldo di Milano. Nello stesso teatro cura le regia di Sathiagraa di Philip Glass.
Nel 1966 aveva sposato a Venezia Olghina di Robilant, per separarsi nel 1972 poco dopo la nascita della figlia Valentina.

## Italiani
Seguono i film-interviste prodotti da Rai 2 dal titolo Italiani, tra i quali ottengono particolare successo quelli dedicate a Bettino Craxi, Giulio Andreotti, Paolo Villaggio, Giulio Einaudi e Vittorio Gassman. Ha scritto poi una serie di sceneggiature per Mediaset e ha collaborato per un paio d'anni al Giornale Dell'Umbria. Il principio di Italiani era quello di far conoscere al vasto pubblico televisivo la storia attuale dell'Italia attraverso gli uomini più significativi della politica, della cultura e del costume.
Vittorio Gassman, Giulio Einaudi, Paolo Villaggio, Giulio Andreotti e Bettino Craxi si sono raccontati mostrandosi alle telecamere all'interno delle loro case, uffici e città ed hanno ricordato episodi della loro vita (lavoro, famiglia, amicizie, ambizioni, amarezze e traguardi raggiunti), sapendo e volendo contribuire con il regista Aglioti, il cui intento principale è stato ed è tuttora quello di creare una virtuale galleria di personalità cui tutti possono accedere per identificarsi e riflettere su quanto significativi ed importanti sono i traguardi raggiunti ed il successo di certi italiani, primi o comunque differenti nei confronti della restante popolazione europea.
Il tutto si svolge in un contesto di musiche, luci e atmosfere particolari e suggestive, per cui la sensazione dei personaggi non è più quella di sentirsi sottoposti alla ormai nota e forse obsoleta teoria dell'"intervista", ma di far parte di una vera e propria rappresentazione quasi cinematografica del loro percorso.

## Magazine sul 2
Ha ripreso, sempre per Rai 2, a fare documentari sugli italiani più rappresentativi con il programma Magazine sul 2.

## Filmografia

### Regista
- Il giardino dei ciliegi  (1992)
- Cirano e i suoi fratelli (1995)
- Nessun dorma (2001)

### Scenografo, costumista
- Grand Hotel des Palmes (1979)
- Cartoline italiane (1987)
- Ferdinando uomo d'amore (1991)

## Riconoscimenti
- Nastro d'argento
  - 1992 – Candidatura a migliore scenografia per Ferdinando uomo d'amore